# جوزيف برناردو
جوزيف برناردو (بالفرنسية: Joseph Bernardo)‏ هو سباح فرنسي، ولد في 31 مايو 1929 في الجزائر في الجزائر.

## روابط خارجية
- جوزيف برناردو على موقع الاتحاد الدولي للسباحة (الإنجليزية)
- جوزيف برناردو على موقع أوليمبيديا (الإنجليزية)